# Kovács Károly (zeneszerző, 1887–1969)
Kovács Károly (Pápa, 1887. november 22. – Los Angeles, 1969. augusztus 1.) magyar hegedűművész és zeneszerző, aki főként az első világháború alatt és után volt népszerű dalaival.

## Élete
1887. november 22-én született Kovács Ferenc (1864–1914) és Deutsch Janka gyermekeként. 1912. november 10-én, Budapest VII. kerületében kötött házasságot Krammer Katalin, művésznevén Kovács Katica (1891–1966) énekesnővel.
Az első világháború esztendői alatt jelentek meg első zeneművei, az Ősszel arra ébredünk és az Elment, illetve a Repülj, repülj, hétpettyes katicabogárka. Sok zeneművéhez a dalszöveget Kalmár Tibor írta. A Kovács–Kalmár szerzőpáros 1916-ban újabb dalt adott ki, Azt hiszem csalódtam önben címmel. 1918 novemberében jelent meg Azóta úgy félek a lombhullatástól című nótája, ami kiadását követően rövid időn belül nagy népszerűségre tett szert.
1921. július 24-én feleségével az Amerikai Egyesült Államokba emigrált. Chicagóban telepedett le, majd az 1920-as évek végén Los Angelesbe költözött, ahol előbb zenészként, később zenetanárként dolgozott.
1969. augusztus 1-jén, 81 esztendős korában hunyt el Los Angelesben.

## Művei
- Ősszel arra ébredünk (Látja, látja, kis barátom). Szövegíró: Kalmár Tibor
- Elment. 1914. Szövegíró: Kalmár Tibor
- Repülj, repülj, hétpettyes katicabogárka (Katicabogárka). Szövegíró: Kalmár Tibor
- Elmúlt a május
- Azóta úgy félek a lombhullatástól
- Azon a szerda délutánon
- Ácsi cigány
- Azt hiszem, csalódtam önben. 1916. Szövegíró: Kalmár Tibor
- Megállj, megállj, kutya Szerbia (a gramofonlemezen megjelenő szövegváltozatot jegyezte)
- El tudnék én felejteni mindent néked
- Hurrá fiuk! ma utóljára. 1916. Szövegét írta: Lovász Károly
- Egy dal, egy csók, egy üzenet. 1917. Szövegíró: Kalmár Tibor
- Ősz időben, hűvös éjben
- Mért is kell elválnunk. 1916. Szövegíró: Kalmár Tibor
- Jársz-e még Budára alkonyatkor? 1918. Szövegíró: Somlyó Zoltán
- Express jazz. 1920. Szövegíró: Kalmár Tibor
- Utoljára hallgasson meg. Szövegíró: Kalmár Tibor

## Felvételek
- Ősszel arra ébredünk Kalmár Pál előadásában
- Repülj, repülj hétpettyes katicabogárka, előadja: Mészáros János Elek, kíséri ifj. Berki Béla cigányprímás és zenekara
- Megállj, megállj, kutya Szerbia, Újváry Károly előadásában